# Sphoeroides lobatus
Sphoeroides lobatus és una espècie de peix de la família dels tetraodòntids i de l'ordre dels tetraodontiformes.

## Morfologia
- Els mascles poden assolir 25 cm de longitud total.[1][2]

## Hàbitat
És un peix marí, de clima subtropical i demersal.

## Distribució geogràfica
Es troba al Pacífic oriental: des de Califòrnia (Estats Units) fins a Xile, incloent-hi les illes Galápagos.

## Observacions
És inofensiu per als humans.